# Equador nos Jogos Pan-Americanos de 1963
O Equador competiu nos Jogos Pan-Americanos de 1963 em São Paulo de 20 de abril a 5 de maio de 1963. Não conquistou medalhas nesta edição, sendo igualmente a edição de 1955 até hoje a não medalhar.